# تپه خرگوشی (بروجرد)
تپه خرگوشی مربوط به عصر آهن است و در شهرستان بروجرد، بخش مرکزی، دهستان شیروان، ۱/۲ کیلومتری شرق روستای بصری واقع شده و این اثر در تاریخ ۲۸ اسفند ۱۳۸۵ با شمارهٔ ثبت ۱۸۳۶۹ به‌عنوان یکی از آثار ملی ایران به ثبت رسیده است.